# III secolo a.C.
Il III secolo a.C. (terzo secolo avanti Cristo) è il secolo che inizia nell'anno 300 a.C. e termina nell'anno 201 a.C. incluso.

## Avvenimenti
- Antico Egitto
  - Inizio della Dinastia tolemaica
  - Costruzione del Faro di Alessandria (ca. 280 a.C.)
- Roma
  - Battaglia del Sentino 295 a.C.
  - Prima guerra Punica 264 - 241 a.C.
  - Seconda guerra Punica 218 - 202 a.C.
- Bari entra a far parte del dominio romano.

## Personaggi significativi
- Antico Egitto
  - Tolomeo I (305 - 285)
  - Tolomeo II (285 - 246)
  - Tolomeo III (246 - 222)
  - Tolomeo IV (222 - 205)
  - Tolomeo V (204 - 180)
- Publio Cornelio Scipione
- Annibale
- Asdrubale Barca
- Quinto Fabio Massimo il Temporeggiatore
- Santippo
- Amilcare Barca
- Marco Atilio Regolo

## Invenzioni, scoperte, innovazioni
- Nell'impero cinese, la moneta di bronzo rimpiazza definitivamente i tipi più vecchi. I pezzi sono dei dischi forati, pratici per i viaggi perché possono essere infilati su una corda.
- Viene inventata la bussola dai cinesi.
- Vengono scritti gli Elementi di Euclide.
- Viene redatta la lista delle Sette meraviglie del mondo antico.
- Viene costruito il primo organo, l'hydraulis, da Ctesibio di Alessandria d'Egitto. (ca. 275 a.C.)